# 탁발역미
탁발역미(拓跋力微, 174년 ~ 277년)는 선비족 탁발부의 군주(재위 : 219년 ~ 277년)이며 시호는 신원(神元)이다. 그는 북위 황제들의 선조이며 탁발규는 그의 현손이었고, 그는 탁발힐분의 차남이었다. 그의 형이 오호십육국시대 남량의 선조 독발필고이다. 신화에 따르면 탁발힐분이 천녀(天女)와 동침하여 역미를 낳았다고 하는데 천녀는 역미를 낳고 어디론가 돌아갔다고 한다.
220년, 아버지 사후 족장의 지위를 계승하였다. 3세기 중엽 탁발부는 내몽골의 바옌타라(巴彦塔拉) 지방에서 세력을 넓혔다.
258년, 부중을 인솔하여 성락성(盛樂城)으로 이동하였다. 여름에는 하늘에 제사지내며 주변 부족이 따르게 하였다.
261년, 탁발역미는 위나라에 조공을 바쳤다. 이것이 훗날 위나라로 국호를 정하게 되는 이유가 되었다. 서진은 이들 세력을 이용해 북방을 안정시키기 위해 병주 북쪽의 땅을 주어 살게 하였다.
276년, 유주자사 위관은 선비족의 왕자 탁발사막한이 진나라에 왔다가 돌아가려 할 때 서진 조정은 그를 붙들어 놓고, 선비족의 유력 인사들에게 금품과 공물을 주어 다른 선비족들과 이간질시켰다. 탁발사막한은 다음해가 되어서야 돌아갈 수 있었는데, 그때는 이미 선비족끼리 내분이 일어난 상태였으며 선비족의 대인(大人)들에게 서진에게서 금품을 받은 것을 빌미로 모함을 받아 죽었다. 이후에도 계속 정쟁으로 어지러웠기 때문에 한동안 선비족은 쇠퇴했다.
277년, 위관의 군에 패하여 도망치던 중 105세의 나이로 병사하였다.